# Alessandro Safina
Alessandro Safina (ur. 14 października 1963) – włoski tenor.
Urodzony w Sienie, we Włoszech, Safina zainteresował się operą w wieku 9 lat. Jego matka rozwijała tę pasję poprzez nauczanie go historii opery, podczas gdy zamiłowanie jego ojca do śpiewania posłużyło mu za inspirację. Już za młodu Safina zdecydował całkowicie poświęcić się operze. Mając 17 lat zapisał się do Konserwatorium Muzycznego Luigiego Cherubiniego we Florencji co zaowocowało jego licznymi występami na scenach europejskich w Cyganerii Pucciniego i Eugeniuszu Onieginie Czajkowskiego.
W latach 90. Safina został odkryty przez włoskiego pianistę i kompozytora Romano Musumarrę. Wynikiem współpracy był pierwszy album Safiny, tytułowany jego nazwiskiem, wydany we wrześniu 2001 roku.
Początek XXI wieku przyczynił się do wzrostu popularności tego włoskiego piosenkarza, który połączył korzenie operowe wraz z współczesnym popem, by stworzyć niezwykle trudny do zaklasyfikowania styl. W młodości Safina był pod wpływem muzyki pop and rocka, czerpiąc inspirację z zespołów takich jak Genesis, The Clash, Simple Minds i U2.
W 2001 Safina wziął udział w filmie Bazza Luhrmanna Moulin Rouge! wykonując 'Your Song' Eltona Johna wraz z Ewanem McGregorem.
We wrześniu 2001 jego koncert Only You został nagrany w amfiteatrze El Greco w Taorminie na Sycylii. Koncert ten został później wydany w serii Great Performances przez amerykańską telewizję publiczną PBS trafił na półki sklepowe jako DVD w 2003 roku.
W 2003 Safina nagrał piosenkę „Hamangyeon” do koreańskiego serialu historycznego Klejnot w pałacu.
Safina pojawił się w filmie Tosca e Altre Due na podstawie opery Tosca Pucciniego.
W 2007 roku nagrał duet wraz z brytyjską sopranistką Sarah Brightman do jej albumu „Symphony”. W późniejszym czasie został także zaproszony do współuczestnictwa w „Symphony World Tour” w Meksyku w listopadzie 2008. Zaśpiewał wraz z Sarą utwory: Canto della Terra, Sarai Qui, The Phantom of the Opera.

## Dyskografia
- Alessandro Safina (2001)
- Junto A Ti (2001)
- Moulin Rouge Soundtrack (2001)
- Insieme a Te (2002)
- Musica Di Te (2003)
- Safina (2004)
- Sognami (2007)